# Élections législatives de 1956 dans la Somme
Les élections législatives françaises de 1956 ont lieu le 2 janvier 1956. Dans le département de la Somme, six députés sont à élire dans le cadre d'un scrutin proportionnel par liste départementale à un seul tour.

## Candidats

### Parti communiste français
| N° | Candidats | Candidats         | Parti | Principales fonctions                                 |
| -- | --------- | ----------------- | ----- | ----------------------------------------------------- |
| 01 |           | Louis Prot        | PCF   | Député sortant, maire de Longueau, retraité SNCF      |
| 02 |           | René Lamps        | PCF   | Député sortant, instituteur                           |
| 03 |           | Lucien Morel      | PCF   | Ouvrier                                               |
| 04 |           | André Vilfroy     | PCF   |                                                       |
| 05 |           | Odette Mansart    | PCF   | Institutrice                                          |
| 06 |           | Augustin Dujardin | PCF   | Conseiller général d'Amiens Nord-Ouest, retraité SNCF |

### Section française de l'Internationale ouvrière
| N° | Candidats | Candidats          | Parti | Principales fonctions                                                       |
| -- | --------- | ------------------ | ----- | --------------------------------------------------------------------------- |
| 01 |           | Max Lejeune        | SFIO  | Député sortant, Président du conseil général, Maire d'Abbeville, professeur |
| 02 |           | Pierre Doutrellot  | SFIO  | Député sortant, conseiller général de Nesle, instituteur                    |
| 03 |           | Camille Goret      | SFIO  | Conseiller général d'Amiens Sud-Est, Maire d'Amiens                         |
| 04 |           | Marius Gilbert     | SFIO  | Maire de Méricourt-en-Vimeu, cultivateur                                    |
| 05 |           | Henri Godquin      | SFIO  | Employé                                                                     |
| 06 |           | Édoouard Delozière | SFIO  | Conseiller général de Moyenneville, Maire de Tours-en-Vimeu, artisan        |

### Parti radical-socialiste
| N° | Candidats | Candidats           | Parti | Principales fonctions                                                 |
| -- | --------- | ------------------- | ----- | --------------------------------------------------------------------- |
| 01 |           | Raymond de Wazières | Rad.  | Conseiller général et maire d'Acheux-en-Amiénois, agriculteur         |
| 02 |           | Albert Lefebvre     | Rad.  | Conseiller général d'Hallencourt, Maire d'Allery, Industriel          |
| 03 |           | Daniel Boinet       | Rad.  | Conseiller général et maire de Péronne, Docteur en médecine           |
| 04 |           | Antoine Dupont      | Rad.  | Vétérinaire                                                           |
| 05 |           | Charles Houillier   | Rad.  | Conseiller général de Boves, Maire-adjoint de Dury, Directeur d'école |
| 06 |           | Gabriel Brunelle    | Rad.  | Artisan                                                               |

### Rassemblement des gauches républicaines
| N° | Candidats | Candidats         | Parti | Principales fonctions    |
| -- | --------- | ----------------- | ----- | ------------------------ |
| 01 |           | Urbain de Coster  | CNIG  | Imprimeur                |
| 02 |           | Marcel Boucher    | CNIG  | Représentant de commerce |
| 03 |           | Jeanne Gobbe      | CNIG  | Secrétaire               |
| 04 |           | Serge Degrange    | CNIG  | Directeur de société     |
| 05 |           | Maurice Souverain | CNIG  | Colonel de réserve       |
| 06 |           | Louis Cornier     | CNIG  | Représentant de commerce |

### Mouvement républicain populaire
| N° | Candidats | Candidats           | Parti | Principales fonctions                    |
| -- | --------- | ------------------- | ----- | ---------------------------------------- |
| 01 |           | Georges Delfosse    | MRP   | Secrétaire général adjoint du MRP        |
| 02 |           | Maurice Huré        | MRP   | 2e Adjoint au maire d'Abbeville, Notaire |
| 03 |           | Jean-Marie Griffoin | MRP   | Entrepreneur de menuiserie               |
| 04 |           | Jules Delemotte     | MRP   | Adjoint au maire de Poix-de-Picardie     |
| 05 |           | Marcel Froissart    | MRP   | Maire de Lihons, employé SNCF            |
| 06 |           | Charles Damay       | MRP   | Conseiller général de Moreuil            |

### Républicains d'action sociale et paysanne
| N° | Candidats | Candidats        | Parti | Principales fonctions                                                           |
| -- | --------- | ---------------- | ----- | ------------------------------------------------------------------------------- |
| 01 |           | Pierre Garet     | CNIP  | Député sortant                                                                  |
| 02 |           | Jean Duparcq     | RS    | Maire de Monchy-Lagache, cultivateur                                            |
| 03 |           | Ernest Reptin    | CNIP  | Cultivateur                                                                     |
| 04 |           | René Delepierre  | CNIP  | Conseiller général et maire de Saint-Valery-sur-Somme, Directeur de coopérative |
| 05 |           | Ghislain Guibart | RS    | Maire de Vironchaux, cultivateur                                                |
| 06 |           | Pierre Rollin    | CNIP  | Entrepreneur                                                                    |

### Parti républicain paysan
| N° | Candidats | Candidats                     | Parti | Principales fonctions            |
| -- | --------- | ----------------------------- | ----- | -------------------------------- |
| 01 |           | François de Clermont-Tonnerre | PRP   | Maire de Bertangles, Agriculteur |
| 02 |           | Pierre Pruvot                 | ARS   | Avocat                           |
| 03 |           | Raphaël-Marie Dubois          | PRP   | Commerçant                       |
| 04 |           | Raoul Lœuillet                | PRP   | Cultivateur                      |
| 05 |           | Henri Dacheux                 | PRP   | Agriculteur                      |
| 06 |           | André-Jean Godin              | ARS   | Député sortant, Préfet           |

### Union et fraternité française
| N° | Candidats | Candidats         | Parti | Principales fonctions    |
| -- | --------- | ----------------- | ----- | ------------------------ |
| 01 |           | Émile Luciani     | UFF   | Représentant de commerce |
| 02 |           | Jacques Chatelain | UFF   | Ingénieur électricien    |
| 03 |           | Lucien Bollinger  | UFF   | Hôtelier                 |
| 04 |           | Bernard Ballet    | UFF   | Employé                  |
| 05 |           | Jules Lalisse     | UFF   | Commerçant               |
| 06 |           | Raymond Saustier  | UFF   | Artisan mécanicien       |

## Résultats
|                | Parti communiste français                           | Louis Prot                    | 79 183  | 32,14  | 2 |  |  |  |
|                | Section française de l'Internationale ouvrière      | Max Lejeune                   | 60 533  | 24,57  | 2 |  |  |  |
|                | Républicaine d'action sociale et paysanne (CNIP-RS) | Pierre Garet                  | 31 728  | 12,88  | 1 |  |  |  |
|                | Union et fraternité française                       | Émile Luciani                 | 27 091  | 10,99  | 1 |  |  |  |
|                | Parti radical-socialiste                            | Raymond de Wazières           | 23 585  | 9,57   |   |  |  |  |
|                | Mouvement républicain populaire                     | Georges Delfosse              | 13 035  | 5,29   |   |  |  |  |
|                | Parti républicain paysan                            | François de Clermont-Tonnerre | 6 900   | 2,80   |   |  |  |  |
|                | ?                                                   | ?                             | 2 699   | 1,10   |   |  |  |  |
|                | Rassemblement des gauches républicaines             | Urbain de Coster              | 1 644   | 0,67   |   |  |  |  |
|                |                                                     |                               |         |        |   |  |  |  |
| Inscrits       | Inscrits                                            | Inscrits                      | 291 013 | 100,00 |   |  |  |  |
| Abstentions    | Abstentions                                         | Abstentions                   | 28 494  | 9,79   |   |  |  |  |
| Votants        | Votants                                             | Votants                       | 262 519 | 90,21  |   |  |  |  |
| Blancs et nuls | Blancs et nuls                                      | Blancs et nuls                | 16 121  | 6,14   |   |  |  |  |
| Exprimés       | Exprimés                                            | Exprimés                      | 246 398 | 93,86  |   |  |  |  |

### Élus
| Liste                         | N° | Nom               |  | Parti | Groupe                                   |
| ----------------------------- | -- | ----------------- |  | ----- | ---------------------------------------- |
| Parti communiste français     | 1  | Louis Prot        |  | PCF   | Communiste                               |
| Parti communiste français     | 2  | René Lamps        |  | PCF   | Communiste                               |
| Parti socialiste - SFIO       | 1  | Max Lejeune       |  | SFIO  | Socialiste                               |
| Parti socialiste - SFIO       | 2  | Pierre Doutrellot |  | SFIO  | Socialiste                               |
| Républicaine d'action sociale | 1  | Pierre Garet      |  | CNIP  | Indépendants et paysans d'action sociale |
| Union et fraternité française | 1  | Émile Luciani     |  | UFF   | Union et fraternité française            |